# 7 metrów pod ziemią
7 metrów pod ziemią – polski talk-show internetowy założony w 2017 przez dziennikarza Rafała Gęburę, emitowany na YouTube, a od września 2018 również w serwisie vod.pl.
W każdym z odcinków autor przeprowadza wywiady na kontrowersyjne tematy społeczne. W podziemnym garażu zaproszeni goście dzielą się historiami życia. W programie wystąpili m.in. były ksiądz, prostytutka, dawca nasienia, więźniarka z Auschwitz, weterynarz, marynarz, maszynista, kobieta będąca kierowcą samochodów ciężarowych i influencerką (Iwona Blecharczyk).
Program otrzymał pozytywne opinie i wsparcie widzów w serwisie Patronite. We wrześniu 2018 roku liczba subskrybentów kanału na YouTube przekroczyła 500 tysięcy, a w czerwcu 2020 r. – milion.
11 października 2018 Gębura otrzymał nagrodę Grand Video Awards 2018 w kategorii „debiut roku”, a w 2019 – nagrodę Grand Video Awards w kategorii Publicystyka, wideorozmowa.